# Brachyscelio
Brachyscelio är ett släkte av steklar. Brachyscelio ingår i familjen Scelionidae.
Kladogram enligt Catalogue of Life:
| Brachyscelio | \| \| Brachyscelio cephalotes \| \| \| \| \| \| Brachyscelio dubius \| \| \| \| |
|              | \| \| Brachyscelio cephalotes \| \| \| \| \| \| Brachyscelio dubius \| \| \| \| |
|              | Brachyscelio cephalotes                                                         |
|              |                                                                                 |
|              | Brachyscelio dubius                                                             |
|              |                                                                                 |